# Зады (Костромская область)
Зады — деревня в Расловском сельском поселении Судиславского района Костромской области России.

## География
Деревня расположена у реки Пуга.

## История
Согласно Спискам населенных мест Российской империи в 1872 году деревня относилась к 1 стану Костромского уезда Костромской губернии. В ней числилось 13 дворов, проживало 29 мужчин и 34 женщины.
Согласно переписи населения 1897 года в деревне проживало 82 человека (36 мужчин и 46 женщин).
Согласно Списку населенных мест Костромской губернии в 1907 году деревня относилась к Шишкинской волости Костромского уезда Костромской губернии. По сведениям волостного правления за 1907 год в ней числилось 20 крестьянских дворов и 94 жителя. Основными занятиями жителей деревни, помимо земледелия, были фабрично-заводской отхожий промысел и извоз.
До муниципальной реформы 2010 года деревня также входила в состав Расловского сельского поселения Судиславского района.

## Население
| 1872 | 1897 | 1907 | 2008 | 2010 | 2014 |
| ---- | ---- | ---- | ---- | ---- | ---- |
| 63   | ↗82  | ↗94  | ↘2   | ↘0   | ↗2   |